# 小谷正勝
小谷 正勝（こたに ただかつ、1945年4月8日 - ）は、兵庫県加西市出身の元プロ野球選手（投手、右投右打）・コーチ。現役引退後の1979年からは、セントラル・リーグで関東地区に本拠地を置く全3球団（横浜大洋ホエールズ→横浜ベイスターズ、ヤクルトスワローズ、読売ジャイアンツ）や、パシフィック・リーグの千葉ロッテマリーンズで投手コーチを務めた。

## 経歴

### プロ入り前
兵庫県立明石高等学校卒業後の1964年に國學院大学へ進学したが、入学直後の東都大学野球春季1部リーグ戦で、2部への降格に見舞われた。在学中には1部への返り咲きに至らなかったものの、本格派の右腕投手として高く評価されていた。
1967年のNPBドラフト会議1巡目で、大洋ホエールズからの指名を受けて入団。入団後は、現役を引退するまで、背番号24を一貫して着用した。

### プロ入り後
入団当初は、先発・救援の双方でセントラル・リーグ（セ・リーグ）公式戦への登板を重ねていた。
1970年にチーム史上初めてストッパーの役割を任されると、6試合の先発をはさみながら、リーグ最多の53試合登板で防御率2.11を記録。1971年にも、リーグ最多の58試合に登板した。公式戦での通算投球イニング（148回）がセ・リーグの最終規定投球回（130回）を上回っていた。最終規定投球回に到達したシーズンは現役生活でこの年だけだったが、実際には3試合で先発したほか、1試合で完投。また、リーグ4位の防御率2.13と、現役生活で唯一の2桁勝利（11勝）を記録した。さらに、オールスターゲームにセ・リーグの監督推薦選手として出場すると、江夏豊の9者連続奪三振で知られる7月17日の第1戦（西宮球場）に救援投手として生涯唯一の登板を果たした。この試合では、オールセントラルの投手陣が、先発の江夏から渡辺秀武→高橋一三→水谷寿伸への継投でオールパシフィック打線を無安打に抑えたまま、8回表の一死から小谷にバトンタッチ。小谷も、打者8人を4三振などで無安打に抑えた結果、NPBのオールスターゲーム史上唯一（2020年終了時点）のノーヒットノーランが継投で達成された。
1971年のシーズン終了後に病院で診察を受けたところ、肝臓が肥大していることが判明。診察した医師から、刺激物・アルコールの摂取と「過激な運動」を禁じられた。試合への登板についてもドクターストップが掛かったものの、小谷は試行錯誤の末に、練習を含めて1日に投げる球数を80球に制限。しかし、1972年には18試合の登板にとどまったほか、1974年までの3シーズンは白星に見放されていた。
入団以来1974年までは公式戦で年に1試合は先発していたが、1975年以降は救援へ完全に専念している。1975年には、36試合の登板で3勝をマーク。8月8日の対中日ドラゴンズ戦（中日スタヂアム）で公式戦初セーブを挙げたことを皮切りに、2つのセーブを記録した。9月15日の対阪神タイガース戦（阪神甲子園球場）では、1 - 1の同点で迎えた延長12回裏に、阪神の三塁走者・末永正昭がホームスチールを敢行。このプレーに慌てた捕手の福嶋久晃が、小谷の投球に飛び付いてホームベース上で捕ったところ、打者の池辺巌と接触してしまった。一連のプレーに対して、審判団と公式記録員は、「小谷のボークによる末永のホームイン」と認定。公認野球規則では捕手に打撃妨害が記録されることになっているにもかかわらず、小谷はサヨナラ負けを喫したばかりか、現役時代で唯一のボークを記録される羽目になった。
1976年にはセ・リーグ公式戦で2勝と2セーブを挙げたものの、登板数は17試合で、入団後最も少なかった。
1977年限りで現役を引退。

### 引退後
横浜大洋ホエールズでスカウト（1978年）・二軍投手コーチ（1979年 - 1981年）・一軍投手コーチ（1982年 - 1986年）を務めた。コーチとしては遠藤一彦・斉藤明雄の一本立ちなどに尽力したが、古葉竹識の監督招聘に伴うコーチ陣の入れ替えを機に退団した。
1987年から関根潤三が監督を務めるヤクルトの一軍投手コーチに就任し、内藤尚行・加藤博人・鈴木平・川崎憲次郎らを育てた。大洋の一軍投手コーチ時代（1982 - 1984年）の監督でもあった関根からの招聘を受けての移籍だった。これに対して、小谷を失った大洋では投手陣が崩壊したため、大洋の投手陣が球団に対して「小谷コーチを戻して欲しい」との嘆願書を出したとされている。球審から「危険球」とみなされるボールを投げた投手への退場処分規定がセ・リーグに導入された1989年5月31日の阪神戦（明治神宮野球場）では、ヤクルトのコーチとして、阪神の渡辺伸彦がヤクルトの打者へ2度にわたって危険なボールを投げたシーンをベンチから目撃。中西親志へのブラッシュボールが両チーム入り乱れての乱闘に発展すると、当時現役の選手であった栗山英樹と共に、渡辺を外野まで追い掛け回した。このシーンをとらえた映像は、以降にテレビで放送されたプロ野球関連番組で、「乱闘をめぐる珍プレー」として繰り返し紹介されている。渡辺は乱闘が収束した後に、同リーグで初めて前述の規定を適用された。
1990年に、一軍投手コーチとして大洋に復帰した。関根のヤクルト監督退任と、大洋における古葉から須藤豊への監督交代に伴う復帰で、横浜ベイスターズ時代の1995年までコーチを務めた。在任中には斎藤隆・三浦大輔・盛田幸妃・佐々木主浩・野村弘樹・五十嵐英樹を一軍の戦力に育て上げた。
1996年からヤクルトに復帰すると、一軍投手コーチ（1996年、1999年、2000年）、二軍投手コーチ（1997年・1998年）、一軍・二軍巡回投手コーチ（2001年・2002年）として、石井弘寿・五十嵐亮太・石川雅規などの育成に貢献した。
2003年に、一軍投手コーチとして横浜に復帰した。現役時代のチームメイトだった山下大輔の一軍監督就任に伴う復帰だったが、山下が2004年限りで監督を退任すると、自身も再び退団した。佐々木が2004年8月に故障のため戦線を離脱、小谷が中継ぎの門倉健を抑えに決めて門倉は後半だけで10セーブを記録した。
2005年からは、現役時代得意にしていた巨人の二軍投手コーチに就任。投球フォームの修正を通じて内海哲也や越智大祐などを一軍でのブレイクに導くかたわら、同年に入団テストを受験した山口鉄也の獲得を球団に進言すると、山口も一軍の戦力に育て上げた。
2009年には、ディッキー・ゴンザレスやウィルフィン・オビスポも二軍で指導。ゴンザレスはチェンジアップの投げ方の習得、オビスポは投球技術と制球力の向上によって、一軍で大きく飛躍した。オビスポも、同年7月2日の対広島東洋カープ戦（東京ドーム）に先発投手として一軍公式戦初勝利を挙げた直後に、小谷を「感謝したい人」に挙げている。さらに、宮國椋丞が入団した2011年には、一軍の投手陣も随時指導。宮國は、小谷からの指導がきっかけで、翌2012年に高卒2年目ながら一軍の公式戦で6勝を挙げた。
小谷自身は、2011年限りで現場を34年ぶりに離れると、『日刊スポーツ』で「小谷の指導論」という連載コラムを担当。2013年3月23日には、この連載をベースに執筆した自身初の著書『小谷の投球指導論―個性を伸ばす育成術』が日刊スポーツ出版社から刊行された。刊行に先立って、同年からロッテの二軍投手コーチとして現場に復帰。西野勇士・古谷拓哉の台頭、二木康太などの育成、唐川侑己の球速アップなどに貢献したことから、球団の内部では「小谷クリニック」との異名を取っていた。当時のエースだった涌井秀章からも技術指導を求められるほど信頼を置かれていたが、2016年のシーズン終了後に自身の希望で退団した。
2017年から、巡回投手コーチとして巨人へ6年ぶりに復帰。2019年シーズン中の6月から体調が急激に悪化したため、同年10月15日に退団を申し入れたところ、球団に受理された。
2020年には、日刊スポーツで「小谷の指導論」の執筆を再開。再開後最初のコラム（同年1月31日付紙面の「小谷の指導論～放浪編1」）では、前年9月の検査で胃と大腸にがん細胞が見付かったことによって、巨人からの退団や、退団後3か月の入院加療を余儀なくされたことを初めて公表した。その一方で、2021年2月には、前年（2020年）に巨人から戦力外通告を受けていた宮國の「自主キャンプ」に参加。宮國が他球団での現役続行を目指していることを受けて、手術後初めての指導へ踏み切ったところ、宮國は3月に育成選手として横浜DeNAベイスターズとの契約に至った。宮國は後に支配下登録選手へ復帰すると、2023年までDeNAでプレーを続けた。
2022年から、「コーチングアドバイザー」という肩書でDeNAと契約。肩書名の通り、「投手を指導する」のではなく、「投手を指導するコーチにアドバイスを送る」という立場でキャンプに参加している。本人は「コーチングアドバイザー」へ就任した経緯について、「僕の同年代の方が病で亡くなっていくので、『（自分も）このままくたばっていくのを待つぐらいなら、何か（自分に）できることはないかな』と思っていたところに、（2021年のセ・リーグ最下位を受けて三浦を監督に就任させたばかりの）DeNAから（かつての教え子である齋藤隆や木塚敦志などが当時務めていた投手コーチの手助けを）打診された」と語っている。就任時から声をかけた東克樹、伊勢大夢らは進化を遂げ、投手陣を牽引、J.B.ウェンデルケンなど外国人選手には日本式を教え、活躍を手助けし、現役時代から師弟関係の三浦が率いるチームをサポートし、首脳陣にも「小谷の指導論」を伝授するなどした。小谷のアドバイザー就任から、チームは3年連続でAクラス入りし、シーズン3位から球団史上26年ぶりの日本一を達成した2024年シーズンをもって、DeNAを退団した。NPB AWARDS 2024では日本野球機構 球団功労賞が贈られたが、表彰式には欠席した。
2025年3月19日から、日刊スポーツで執筆再開、タイトルは「小谷の物申す」に変更になった。

## 選手としての特徴
セ・リーグ公式戦でシーズン最多登板を記録した時期（1970年・1971年）に「関取」との異名を取るほどのスタミナと、強気な投球で活躍。この時期には「太陽が出ない日があっても、小谷の投げない日はない」とまで言われていたが、後に肥大の影響で投球数の制限を余儀なくされたことから、NPBでの実働年数は10年に過ぎなかった。ストッパーの力量を示すセーブについても、現役後期の1974年から公式記録としてNPBに導入されたため、通算で6個にとどまっている。
巨人が「V9」の後期に差し掛かっていた1970年代前半に、巨人打線との対戦成績がとりわけ良かったことから、引退後も「V9時代に救援専門で巨人と対戦した右投手では最強の巨人キラー」と呼ばれている。現に、通算32試合の救援登板で被打率を.180（239打数43安打）、防御率を1.26にとどめていたほか、当時の4番打者・長嶋茂雄を通算打率.182（22打数4安打）に抑え込んでいた。さらに、肝臓の肥大に伴うドクターストップを公然と拒否してからは、後楽園球場での対戦で以下のピッチングによってチームの勝利に貢献している。
- 1972年4月19日の対戦では、2点リードの6回表無死満塁から救援で登板すると、1点を失いながらも自責点0で9回まで投げ切った。この間の投球数は（自ら制限を課していた）80球をはるかに超えていたが、試合後には、「マウンドに上がれば打者のことしか考えないから、（80球を超えていても）別にどうってことはない。これだけ投げられたら、まあ、いいでしょう」とのコメントを残している[2]。
- 1973年10月1日の対戦では、3点ビハインドの7回裏2死満塁で打席に迎えた長嶋を1ボール2ストライクと追い込んだ後の4球目に、ストレートを外角へ投げ込んだ。ストライクゾーンの境目を狙った1球で、長嶋はこの球を見送ったものの、球審の山本文男は「ボール」と宣告。小谷は激高したあげく、自分でマウンドを降りようとして青田昇監督（当時）になだめられた。気を取り直した小谷が5球目にストレートで内角高めに投げ込んだところ、長嶋はいわゆる「大根斬り」のようなスイングで空振り三振。この1球で逆転のピンチを凌ぐと、チームのリードを保ったまま9回まで投げ切った。ちなみに、試合後には長嶋に対して「『どこでもいいから高めに投げれば手を出してくれる』と思ってはいたが、三振とはねぇ・・・」という捨て台詞を残したが、引退後には長嶋が終身名誉監督を務める巨人にコーチとして延べ10年間在籍している[32]。

## 指導者としての評価
NPB球団でのコーチ歴が43年に及び名伯楽と呼ばれ、球史に残る投手や主力級の投手を数多く育てたことを背景に、在籍した4球団の関係者から以下のように高く評価されている。小谷自身は、指導で最も苦慮した投手に、ヤクルト時代の石井弘寿、巨人時代の越智、ロッテ時代の田中英祐（京都大学硬式野球部から初めて輩出したNPB選手）を挙げている。
- 関根潤三は生前、「僕が認める（野球人の）一人が小谷正勝。ピッチングコーチとしてはピカイチで、指導の引き出しがいくらでもあるところがすごい。引き出しが多いから、いろんな選手に『右向け右』をさせられる。しかも、指導がわかりやすい。その選手が一番理解できる言葉で話すから、選手にとってこんなありがたいことはない」という評価を著書[34]に記している。小谷も、「最も強く影響を受けた人物」に関根の名を挙げていて、「『コーチっていうのは"話せる鏡"にならなきゃ駄目なんだ』と言われたことが、長きにわたるコーチ生活の支えになった」と明かしている[35]。
  - ニッポン放送のスポーツアナウンサー時代に大洋・ヤクルトの両球団を頻繁に取材していた栗村智は、「1982年に横浜大洋の監督へ就任した関根さんにとって、小谷さんは『懐刀』のような存在だった。刀鍛冶が刃こぼれを嫌うように、小谷さんは投手を育てることが好きで、酷使によって投手を潰すことを嫌っていた。1998年の横浜優勝への礎を作ったのは小谷さんだったと思う」と述べている[36]。
- 1987年から3年間ヤクルトコーチで同僚だった安藤統男は「そんな関根さんと互角に渡り合える男がいました。投手コーチをしていた小谷正勝です。勝負所でA投手を使いたい関根監督。しかし、Aは3連投になります。そこで監督と投手コーチのせめぎ合いが始まります。「Aを用意させてくれ」「使うならいいですよ。でもAがきょう投げたら、明日から3日間は使えませんからね」。さすがの関根さんも「そうか。じゃあ、しょうがねえ」と諦めます。名コンビでした。」[37]と述べている。
- 関根のいたヤクルトから横浜へ復帰してからは、1990年の入団以来腰痛に悩まされていた佐々木を、先発からクローザーに転向させた[36]。また、奈良県内の公立高校（大和高田市立高田商業高等学校）からドラフト6位で入団していた三浦には、入団3年目（1994年）の春季キャンプで二段モーションを指導。三浦からの提案によるものだったが、当時の投球動作で見られた欠点（両腕をテイクバックからトップの位置へ移動中に頭が背中の方向へ必要以上に反り返る癖）の解消につなかったばかりか、20年以上にわたって現役生活を続けられた[36][38]。ちなみに、三浦は現役最後期の3年間（2014年以降）に一軍投手コーチを兼務。2016年の引退記者会見では、小谷からの「己を知れ」というアドバイスに大きく影響を受けたことを明かしている[39]。
  - 大洋・横浜コーチ時代の正捕手だった谷繁元信は、当時の小谷について「投手陣に最も慕われていたコーチ」と証言。「小谷さんが1995年に退団した後も、横浜から相談に行く投手が多かったのではないか。そのように推測できるほど、選手個々の全てを把握していた。長所を伸ばしながら短所を修正させる教え方で、投球メカニズムに関する見識も高く、（捕手である自分にも）具体的に指導してくれた」[40]と述べている。その中の投手の一人である盛田幸妃は小谷を「お父さん」と呼び父のように慕っていた[9]、盛田は2015年に脳腫瘍で45歳の若さで亡くなっているが、生前病床からブログを更新し「長い人生のなかでも俺が一番お世話になったと言えば、小谷さんだと思います。小谷さんに会わなかったら、今の私はなかったでしょう。野球選手として育て上げてもらい、人としても親身になって話を聞いてもらい、変わり者の私を飯を食べれる選手までにしてくれた。」と綴っていた[41]。
- ヤクルトへ再び移籍してから指導した川崎は、「入団1年目に小谷さんと出会えたのは良かった。グラウンド上ではほとんど喋らない方だが、調子が落ちている時に（小谷から）ワンポイントアドバイスを受けて、その通りに投げると（調子が）良くなっていた」と記している[42]。五十嵐は、「今の自分があるのは小谷さんのおかげ」として、MLBニューヨーク・メッツへの移籍が決まった際に国際電話で小谷にその旨をいち早く報告。NPB・MLBで通算22年間にわたる現役生活をヤクルトで終えた2020年にも、小谷に対して、丁寧な言葉で引退を伝えたという。小谷は、このような五十嵐を「剛球に加えて、誰からも好かれる人柄の持ち主」として高く評価している[43]。
- 川越英隆は「優れた指導者」としてロッテ時代にともに投手コーチを務めた小谷の名も挙げ、川越は「育った環境や家族構成における性格などを考慮しつつ、選手が困ったとき手を差し伸べてあげていました。いつもちゃんと人を見ていて、的確なアドバイスを施すのです」[44]と述べている。
- 巨人コーチ時代の2019年に8勝を挙げたクリストファー・クリソストモ・メルセデスは、小谷がこの年限りで退団した直後に開かれたスピードアップ賞表彰式に母国のドミニカ共和国から寄せたコメントで、この年夏場の二軍調整中に小谷から受けたアドバイスを紹介。「自分は投球時のテンポが良い方」としながらも、「テンポのいい投手というのは、いわゆる『ちぎっては投げる』ピッチャーではなく、勝負所でベンチもキャッチャーもバックで守っている野手の念じた通りのコースで（相手の打者を）抑えられるピッチャー」と言われたことを噛み締めながら、母国でトレーニングに励んでいることを明かした[45]。メルセデス自身はこの年から先発投手として一軍公式戦で3点台の防御率を毎年記録していたにもかかわらず、2022年シーズン限りで巨人を退団したが、翌2023年から在籍しているロッテでも一軍の先発陣に定着している。
- 現役からの引退直後は横浜大洋球団でスカウトを務めていたが、1年でコーチに転身してからは、「スカウトは『仕入れ屋』であって、スカウトが仕入れた『素材』を『商品』に変えるまで磨き上げることがコーチの仕事」というスタンスで投手の指導に当たっていた。そのため、コーチを務めていた球団では、基本としてスカウトの『仕入れ』（有力投手の視察から獲得までのプロセス）に口を出さなかった。もっとも、巨人二軍投手コーチ時代の2005年には、末次利光スカウト部長（当時）からの依頼で入団テストを視察。横浜と東北楽天ゴールデンイーグルスの入団テストで不合格になっていた山口鉄也がチェンジアップを操りながらストライクを簡単に取っている姿を目にしたことから、山口の獲得を末次に進言している。巨人は、小谷からの進言をきっかけに、この年初めて開かれたNPB育成ドラフト会議1巡目で山口を指名[46]。山口は育成選手として入団すると、支配下選手登録（2007年）やセントラル・リーグ新人王（2008年）などを経て、左のセットアッパーとして球史に名を残した。現役引退後の2020年からは、小谷と同じく、巨人で投手コーチを務めている。

## 詳細情報

### 年度別投手成績
| 年 度     | 球 団     | 登 板 | 先 発 | 完 投 | 完 封 | 無 四 球 | 勝 利 | 敗 戦 | セ 丨 ブ | ホ 丨 ル ド | 勝 率 | 打 者 | 投 球 回 | 被 安 打 | 被 本 塁 打 | 与 四 球 | 敬 遠 | 与 死 球 | 奪 三 振 | 暴 投 | ボ 丨 ク | 失 点 | 自 責 点 | 防 御 率 | W H I P |
| --------- | --------- | ----- | ----- | ----- | ----- | -------- | ----- | ----- | -------- | ----------- | ----- | ----- | -------- | -------- | ----------- | -------- | ----- | -------- | -------- | ----- | -------- | ----- | -------- | -------- | ------- |
| 1968      | 大洋      | 5     | 1     | 1     | 0     | 0        | 1     | 0     | --       | --          | 1.000 | 56    | 13.1     | 10       | 4           | 7        | 0     | 0        | 8        | 0     | 0        | 6     | 5        | 3.46     | 1.28    |
| 1969      | 大洋      | 10    | 3     | 0     | 0     | 0        | 2     | 1     | --       | --          | .667  | 93    | 20.1     | 20       | 1           | 14       | 0     | 2        | 18       | 0     | 0        | 11    | 8        | 3.60     | 1.67    |
| 1970      | 大洋      | 53    | 6     | 0     | 0     | 0        | 4     | 4     | --       | --          | .500  | 455   | 115.0    | 78       | 6           | 36       | 4     | 4        | 85       | 2     | 0        | 32    | 27       | 2.11     | 0.99    |
| 1971      | 大洋      | 58    | 3     | 1     | 0     | 0        | 11    | 9     | --       | --          | .550  | 578   | 148.0    | 91       | 9           | 51       | 4     | 4        | 110      | 1     | 0        | 39    | 35       | 2.13     | 0.96    |
| 1972      | 大洋      | 18    | 2     | 0     | 0     | 0        | 0     | 1     | --       | --          | .000  | 111   | 27.0     | 30       | 7           | 8        | 1     | 0        | 22       | 0     | 0        | 15    | 15       | 5.00     | 1.41    |
| 1973      | 大洋      | 37    | 3     | 0     | 0     | 0        | 0     | 3     | --       | --          | .000  | 270   | 64.0     | 53       | 6           | 30       | 2     | 2        | 43       | 0     | 0        | 24    | 23       | 3.23     | 1.30    |
| 1974      | 大洋      | 33    | 1     | 0     | 0     | 0        | 0     | 4     | --       | --          | .000  | 232   | 54.1     | 51       | 9           | 20       | 0     | 3        | 37       | 0     | 0        | 30    | 28       | 4.67     | 1.31    |
| 1975      | 大洋      | 36    | 0     | 0     | 0     | 0        | 3     | 4     | 2        | --          | .429  | 244   | 59.2     | 49       | 8           | 26       | 5     | 0        | 44       | 3     | 1        | 21    | 19       | 2.85     | 1.26    |
| 1976      | 大洋      | 17    | 0     | 0     | 0     | 0        | 2     | 0     | 2        | --          | 1.000 | 118   | 25.0     | 28       | 5           | 17       | 1     | 0        | 10       | 0     | 0        | 17    | 14       | 5.04     | 1.80    |
| 1977      | 大洋      | 18    | 0     | 0     | 0     | 0        | 1     | 1     | 2        | --          | .500  | 101   | 22.2     | 20       | 4           | 16       | 2     | 1        | 14       | 1     | 0        | 15    | 13       | 5.09     | 1.59    |
| NPB：10年 | NPB：10年 | 285   | 19    | 2     | 0     | 0        | 24    | 27    | 6        | --          | .471  | 2258  | 549.1    | 430      | 59          | 225      | 19    | 16       | 391      | 7     | 1        | 210   | 187      | 3.07     | 1.19    |

- 各年度の太字はリーグ最高

### 記録
初記録
- 初登板：1968年5月25日、対中日ドラゴンズ6回戦（中日スタヂアム）、5回裏に3番手で救援登板、1回無失点
- 初奪三振：1968年9月26日、対サンケイアトムズ24回戦（川崎球場）、9回表に加藤俊夫から
- 初先発・初勝利・初完投勝利：1968年10月15日、対中日ドラゴンズ27回戦（川崎球場）、9回4失点
- 初セーブ：1975年8月8日、対中日ドラゴンズ14回戦（中日スタヂアム）、6回裏二死に3番手で救援登板・完了、3回1/3を1失点

その他の記録
- オールスターゲーム出場：1回（1971年）

### 背番号
- 24（1968年 - 1977年）
- 80（1979年）
- 84（1980年 - 1981年、1990年 - 1995年）
- 76（1982年 - 1986年）
- 74（1987年 - 1989年、2018年）
- 78（1996年 - 2002年）
- 72（2003年 - 2004年）
- 81（2005年）
- 70（2006年 - 2011年、2013年 - 2016年）
- 103（2017年）
- 100（2019年）

## 著書
- 「小谷の投球指導論―個性を伸ばす育成術」（日刊スポーツ出版社、2013年3月23日初版刊行、ISBN 978-4817203021） - 刊行の時点でロッテの二軍投手コーチを務めていたため、表紙には、「投手コーチ 34年」というフレーズが肩書代わりに使われている。